# Michel Bampély
Michel Bampély (nacido como Michel Obouronanga el 8 de octubre de 1974 en Kiev) es un artista, sociólogo, poeta, productor musical y docente francés. Es conocido por su nombre artístico Saint-Michel. Activo desde 1999, trabaja en la intersección entre la investigación académica, la música y la poesía oral.

## Biografía

### Infancia y formación
Bampély es de ascendencia congoleña y nieto de Michel Mongali, político congoleño y exministro de Juventud y Deportes en los años 60. Su tío, Maxime Mongali, fue compositor influyente en la rumba congoleña.
Creció en París, donde descubrió la cultura hip hop. Estudió literatura moderna y sociología, y obtuvo un doctorado en la École des hautes études en sciences sociales (EHESS) bajo la dirección del sociólogo Jean-Louis Fabiani.

### Carrera artística
Con el nombre de Saint-Michel, Bampély fundó el grupo La Troupe a finales de los años 90. En 2000 lanzó el álbum La fête des fous. En 2011 publicó Les Rillettes du Mans, una mezcla de slam y chanson francesa en homenaje a su ciudad adoptiva.
En 2023 publicó Grand Enfant (Afro-Jazz Vol.1), un proyecto de jazz africano distribuido por Universal Music Africa.

### Compromiso académico y social
Además de su carrera artística, Bampély es profesor de literatura francesa y dirige talleres de escritura. Sus investigaciones se centran en las culturas urbanas y las industrias culturales. Ha participado en conferencias académicas y ha publicado ensayos sobre hip hop y teoría social.
En 2024, firmó junto a más de 4.000 académicos una tribuna contra los riesgos que representa la extrema derecha francesa para la libertad académica.

### Vida personal
En 2022, Bampély se casó con la poeta y artista multidisciplinaria Mademoiselle Éférie, con quien tiene dos hijos. Colaboran en proyectos artísticos como la canción Le Bal Blomet.

## Discografía
- La fête des fous (2000)
- Les Rillettes du Mans (2011)
- Grand Enfant (Afro-Jazz Vol.1) (2023)
- Les Infinis (Soul Jazz Poetry) (2025)